# Liste des Premiers ministres du Manitoba
La liste des premiers ministres du Manitoba recense toutes les personnes ayant occupé la fonction de chef de l'exécutif de la province canadienne du Manitoba depuis sa création en 1870.

## Premiers ministres
|  |  | Nom                         | Parti                        | Mandat                             |
|  |  | --------------------------- | ---------------------------- | ---------------------------------- |
|  |  | Alfred Boyd                 | Sans parti                   | 1870–1871                          |
|  |  | Marc-Amable Girard          | Sans parti                   | 1871–1872                          |
|  |  | Henry Hynes Clarke          | Sans parti                   | 1872–1874                          |
|  |  | Marc-Amable Girard (encore) | Sans parti                   | 1874                               |
|  |  | Robert Atkinson Davis       | Sans parti                   | 1874–1878                          |
|  |  | John Norquay                | Sans parti                   | 1878–1887                          |
|  |  | David Howard Harrison       | Sans parti                   | 1887–1888                          |
|  |  | Thomas Greenway             | Libéral                      | 1888–1900                          |
|  |  | Sir Hugh John Macdonald     | Conservateur                 | 1900                               |
|  |  | Sir Rodmond Palen Roblin    | Conservateur                 | 1900–1915                          |
|  |  | Tobias Crawford Norris      | Libéral                      | 1915–1922                          |
|  |  | John Bracken                | United Farmers/Progressistes | 1922–1932                          |
|  |  | John Bracken                | Libéral-progressiste         | 1932–1943                          |
|  |  | Stuart Garson               | Libéral-progressiste         | 1943–1948                          |
|  |  | Douglas Lloyd Campbell      | Libéral-progressiste         | 1948–1958                          |
|  |  | Dufferin Roblin             | Progressiste-conservateur    | 1958–1967                          |
|  |  | Walter Weir                 | Progressiste-conservateur    | 1967–1969                          |
|  |  | Edward Schreyer             | NPD                          | 1969–1977                          |
|  |  | Sterling Lyon               | Progressiste-conservateur    | 1977–1981                          |
|  |  | Howard Pawley               | NPD                          | 1981–1988                          |
|  |  | Gary Filmon                 | Progressiste-conservateur    | 1988–1999                          |
|  |  | Gary Doer                   | NPD                          | 1999–2009                          |
|  |  | Greg Selinger               | NPD                          | 2009–2016                          |
|  |  | Brian Pallister             | Progressiste-conservateur    | 2016–1er septembre 2021            |
|  |  | Kelvin Goertzen             | Progressiste-conservateur    | 1er septembre 2021–2 novembre 2021 |
|  |  | Heather Stefanson           | Progressiste-conservateur    | 2 novembre 2021–18 octobre 2023    |
|  |  | Wab Kinew                   | NPD                          | 18 octobre 2023–                   |

## Anciens premiers ministres encore vivants
Depuis novembre 2021, six anciens premiers ministres manitobains sont encore en vie, le plus vieux étant Edward Schreyer (1969-1977, né en 1935). Le dernier premier ministre à mourir est Howard Pawley (1981-1988) le 30 décembre 2015.
| Nom               | Mandat    | Date de naissance |
| ----------------- | --------- | ----------------- |
| Edward Schreyer   | 1969–1977 | 21 décembre 1935  |
| Gary Filmon       | 1988–1999 | 24 août 1942      |
| Gary Doer         | 1999–2009 | 31 mars 1948      |
| Greg Selinger     | 2009–2016 | 16 février 1951   |
| Brian Pallister   | 2016–2021 | 6 juillet 1954    |
| Kelvin Goertzen   | 2021-2021 | 12 juin 1969      |
| Heather Stefanson | 2021-2023 | 11 mai 1970       |